# サラゴサの戦い
サラゴサの戦い（サラゴサのたたかい、スペイン語: Batalla de Zaragoza）は、スペイン継承戦争中の1710年8月20日、ベイ侯爵率いるスペイン・ブルボン家の軍勢と
オーストリアのグイード・フォン・シュターレンベルク率いる多国籍軍の間で発生した戦闘。

## 背景

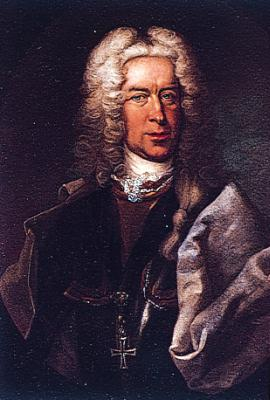
オーストリア出身の指揮官グイード・フォン・シュターレンベルク

1710年のスペイン戦役は5月15日にフェリペ5世と第2代ビリャダリアス侯爵フランシスコ・カスティージョ・ファハルド率いるスペイン・ブルボン家の軍勢がバラゲーを攻撃したことで始まった。神聖ローマ帝国のグイード・フォン・シュターレンベルク将軍はカタルーニャにおける連合軍を指揮していたが、彼はイギリスの派遣軍の士官の活躍によりスペイン軍のセグラ川の阻止に成功した。6月、フェリペ5世は増援を受け、歩兵2万と騎兵6千で再度バラゲーを攻めた。
1710年7月27日、スペイン軍はバラゲーの近くでアルメナラの戦いに大敗した。同盟軍は守備に適した陣地で構え、スペインの攻撃をことごとく跳ね返した後、ジェームズ・スタンホープが同盟軍の先鋒を率いてスペイン軍を破った。フェリペ5世はカタルーニャから撤退してアラゴン王国の首都サラゴサへの撤退を余儀なくされた。この敗戦でカスティーリャ出身のビリャダリアス侯爵は罷免され、フェリペ5世は代わりにフランス出身のベイ侯爵アレクサンドル・メートルを任命した。
8月9日、スペイン軍はサラゴサに到着、ベイ侯爵はエブロ川を左に、モンテ・トレーロ（Monte Torrero）を右に布陣した。8月15日に同盟軍の騎兵突撃を撃退した後、5日間の小競り合いが続き、19日には同盟軍が妨害を受けずにエブロ川を渡河、夜の間に軍を展開した。

## 戦闘

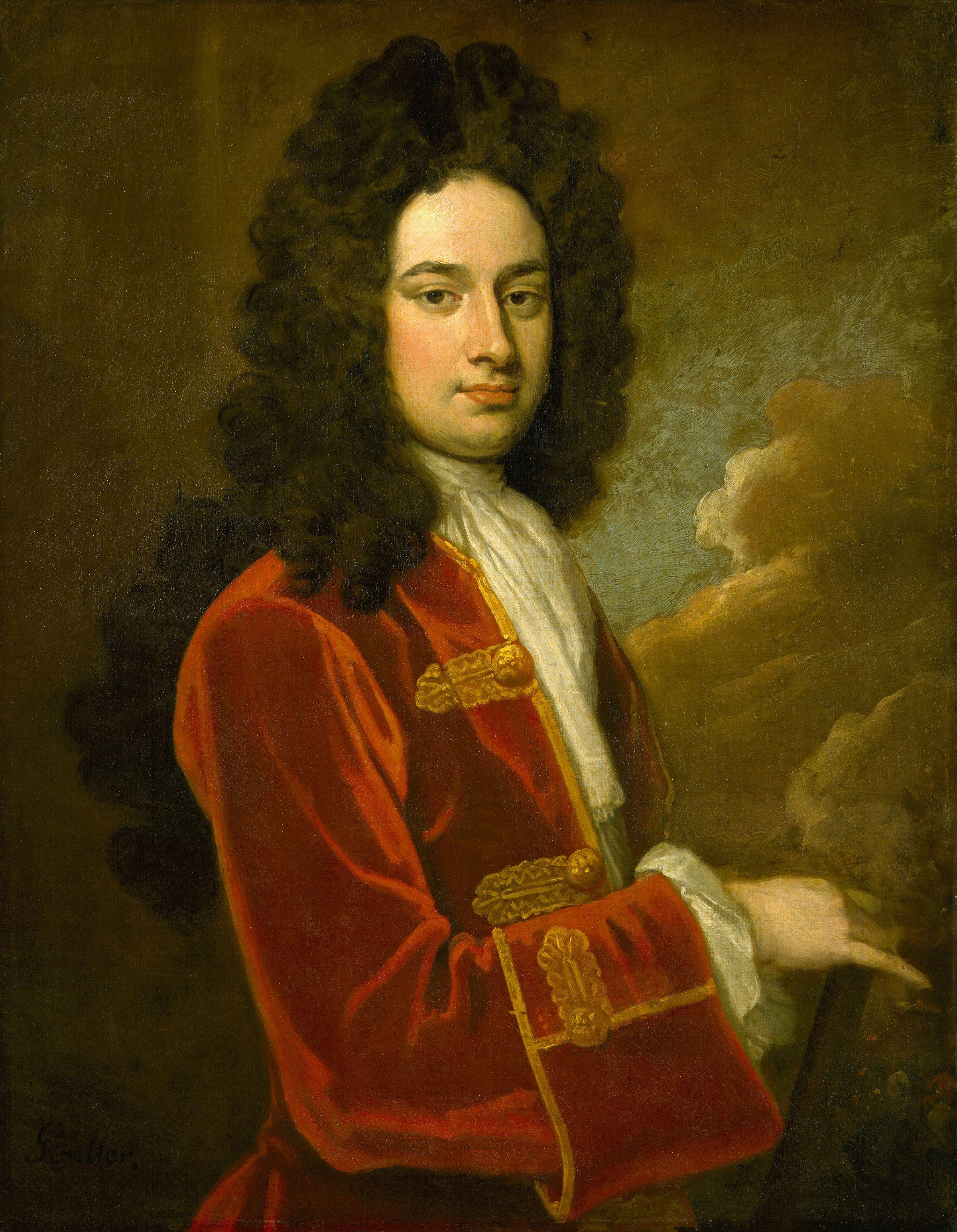
ジェームズ・スタンホープ、ゴドフリー・ネラー作。

同盟軍の左翼はアタラヤ伯爵率いるスペインとオランダ軍で、右翼はスタンホープ率いるイギリス、ポルトガル、オーストリア軍だった。シュターレンベルク自身は中央部のドイツ、オーストリア、スペイン歩兵を率いていた。同盟軍は合計37個大隊、43個戦隊で、スペイン・ブルボン家の軍勢は38個大隊、54個戦隊だった。8月20日の朝8時に砲撃戦が開始、正午まで続いた。
スタンホープ将軍はブルボン軍の左翼への攻撃をはじめた。ブルボン軍のスペイン人とワロン人部隊ははじめ、ポルトガル軍の8個戦隊を追い返し、有利に戦ったように見えた。しかし、ポルトガル軍への追撃でブルボン軍の戦列に隙が生じ、スタンホープは機に乗じて統制の乱れたスペイン兵士を敗走させ、一方で中央部と右翼ではスペイン軍の攻撃を防いだ。
この戦闘はほとんどアルメナラの戦いの再現であった。ブルボン軍の騎兵は勇猛果敢に攻撃したが、同盟軍を崩すことはできず、続いて同盟軍が歩兵で反撃するとスペイン軍は押し返された。3時間以下の戦闘で同盟軍は完勝した。ブルボン軍の全ての大砲（20門）と戦旗（73本）は奪取され、死傷者は5千から6千、さらに7千人が捕虜になった。同盟軍の損害は死傷者1,500とされた。

## その後
カール大公は翌日にサラゴサに入城した。フェリペ5世の軍が受けた損害は厳しく、カール大公のマドリードへの道が開かれた。フェリペ5世は9月9日にマドリードを放棄、バリャドリッドへ向かった。カール大公は9月28日にマドリードに入城したが、マドリードはほとんどもぬけの殻で、残った市民も敵対的だった。カールは「この市は砂漠だ！」とコメントした。1710年冬にはマドリード市民の敵対的な態度と戦略的に不利になったことによりカール大公と同盟軍はマドリードを放棄した。その後、イギリス軍はブリウエガの戦いで決定的な大敗を喫し、残りの同盟軍もビリャビシオーサの戦いで敗れた。